# Evangelische Kirche (Nenzenheim)

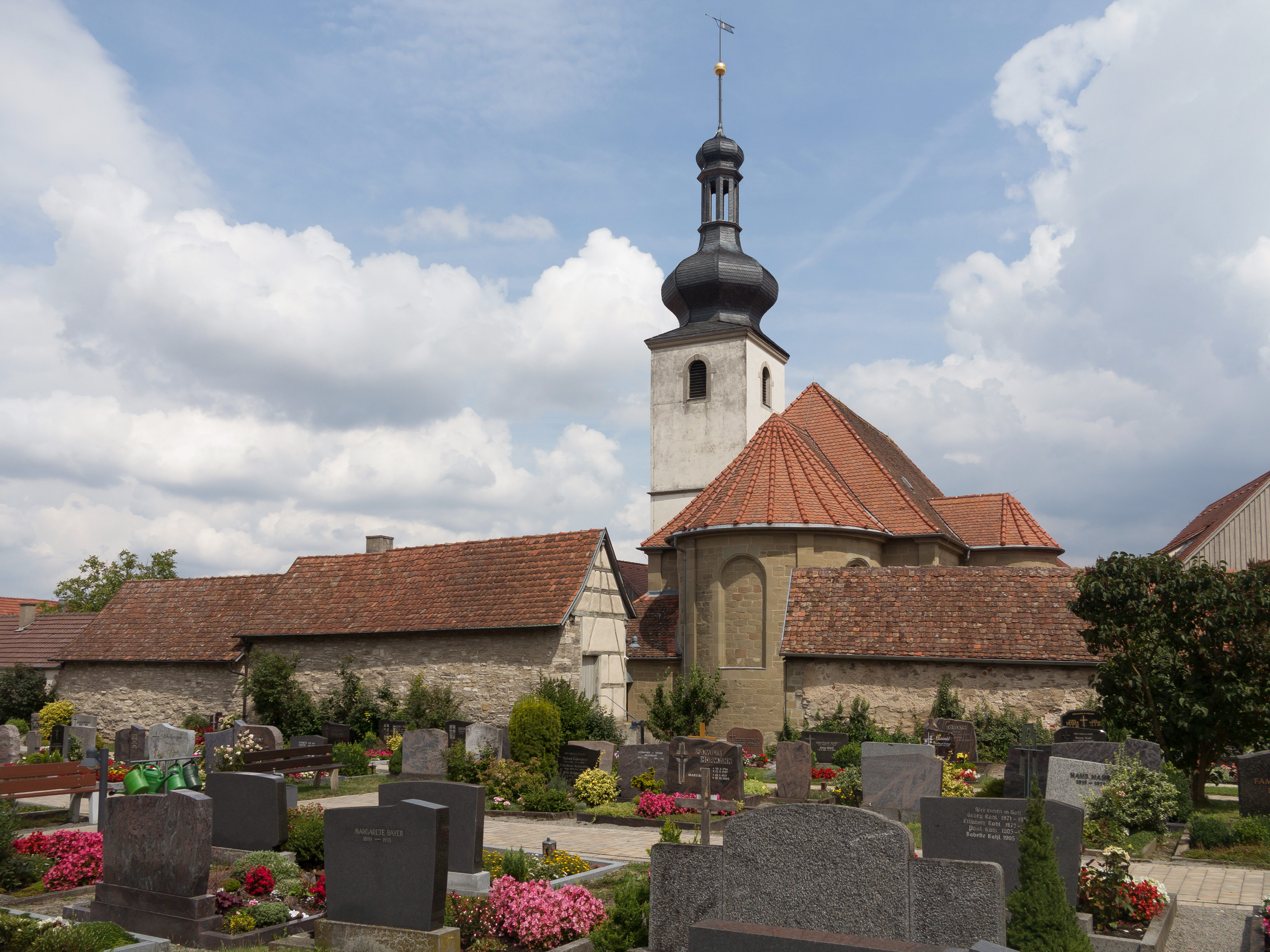
Die Kirche in Nenzenheim

Die Evangelische Kirche im unterfränkischen Nenzenheim ist das lutherische Gotteshaus des Iphöfer Gemeindeteils. Die Kirche liegt an der Krassolzheimer Straße inmitten einer Kirchenburg und ist Teil des Dekanats Markt Einersheim.

## Geschichte
Ein Gotteshaus ist in Nenzenheim im Jahr 1509 erstmals fassbar. Damals stiftete man eine Frühmesse. Die Kirche stand zu diesem Zeitpunkt bereits innerhalb einer Kirchenburg, sie wurde im Jahr 1370 zum ersten Mal in Quellen erwähnt, sodass davon auszugehen ist, dass auch die Kirche wesentlich älter ist. Nenzenheim hatte im Laufe des Mittelalters wechselnde Dorfherren. Die Herren von Hohenlohe, die Castell, die Schwarzenberg und die von Hutten.  Die Schwarzenberg führten wohl die Reformation im Ort ein. Es ist allerdings unklar, wann genau dies geschah.
Wahrscheinlich zerstörten auswärtige Soldaten im Dreißigjährigen Krieg die Kirche, sodass man in der zweiten Hälfte des 17. Jahrhunderts daran ging, ein neues Gotteshaus zu errichten. Hierzu startete man im Jahr 1696 eine Kollekte. Bereits zwei Jahre später, am 2. Oktober 1698, konnte die neue Kirche eingeweiht werden. Sie war allerdings am Ausgang des 19. Jahrhunderts so baufällig geworden, dass wieder ein Neubau beschlossen wurde. 1900 lag die Genehmigung vor.
Es dauerte noch bis ins Jahr 1910, bevor das Gotteshaus am 4. Dezember geweiht werden konnte. Der Turm der alten Barockkirche blieb erhalten. Im April 1945 zerstörten amerikanische Flieger die Hälfte von Nenzenheim, die Kirche brannte nieder. Bereits 1946 konnte das neue Gotteshaus eingeweiht werden. Man bezog die erhaltenen Überreste der Vorgängerbauten in das neue Bauwerk ein. Die Kirche ist als Baudenkmal eingeordnet.

## Architektur
Die Kirche ist ein schlichter Saalbau. Sie greift neobarocke und neoromanische Formen auf und verweist damit auf die Vorgängerbauten an gleicher Stelle. Ältestes Element ist das Turmuntergeschoss, das noch aus dem Spätmittelalter stammt. Der Turm schließt mit einer barockisierenden, eingeschnürten Haube ab, die nach 1978 aufgesetzt wurde. Zuvor wurde die Kirche von einem Pyramidenhelm überragt. Der Turm wurde an der Nordseite des Baus angebracht.
Das Langhaus ist nahezu rechteckig und geht in einen angebauten Rundchor über. Die Fassade wird ebenfalls von barocken Elementen beherrscht. Im Mittelpunkt ragt das Portal auf. Es ist von zwei Pilastern umgeben, oberhalb ist die Inschrift „KOMMT/ LASSET UNS ANBETEN“. Des Weiteren wird das Portal von zwei langgestreckten Rundbogenfenstern flankiert. Auf der Südseite Seite brachte man auf der Höhe des Turms eine kleine, halbrunde Apsis an.

## Ausstattung
Die ursprüngliche Ausstattung der Kirche wurde im Jahr 1945 ein Raub der Flammen. Nach dem Wiederaufbau blieb der Innenraum schlicht, sodass auch heute nur wenige Ausstattungsstücke darin befinden. Den Mittelpunkt im Chor bildet eine große Auferstehungsgruppe statt eines Altars. Sie zeigt den auffahrenden Jesus mit erhobenen Händen und flankiert von einem Engel als plastische Figuren. Die Gruppe wurde 1954/1955 vom Münchner Künstler Josef Gollwitzer (1917–2006) geschaffen.